# 馮汝騏 (光緒進士)
馮汝騏，河南省開封府祥符縣人，清朝政治人物、進士出身。
光緒二年（1876年），參加丙子恩科會試，得貢士第166名。殿試登進士二甲第23名。同年五月（6月3日），改庶吉士。光緒三年四月（1877年6月9日），散館，授翰林院編修。后任国史馆协修。师从咸豐六年（1856年）丙辰科状元翁同龢。

## 家庭
- 胞弟光緒九年（1883年）癸未科三甲进士馮汝騤，江西巡抚。
- 妻張氏，其胞兄同治辛未科三甲進士張祖謨，祖父安徽布政使張光第。